# Genterapi
Genterapi är en behandlingsform av vissa sjukdomstillstånd som går ut på att införa en eller fler nya gener till cellerna i en organism. Stora förhoppningar har lagts på området. Särskilt sjukdomar vars orsak endast beror på en enda defekt gen, som Sickle cell-anemi, cystisk fibros, metabola sjukdomar som fenylketonuri och vissa typer av hjärntumörer har ansetts vara synnerligen lämpliga som kandidater för genterapi.
Idag är framgång inom området begränsad av de metoder som existerar för att överföra de nya generna till målcellerna, respektive det slumpmässiga förfarandet när de nya generna integreras i kromosomerna. Vanligtvis används inaktiverade biologiska viruspartiklar som bärare (vektorer) av det genetiska fragmentet. Nackdelen med virus är att de dels ofta angriper alla typer av celler i människokroppen och inte enbart den typ som ska manipuleras. Dessutom kan även inaktiverade virus alstra ett mycket starkt immunsvar, vilket kan vara livshotande för individen.
Det andra problemet med genterapi ligger i det faktum att det idag inte existerar några selektiva metoder för att bestämma var ett genetiskt fragment ska sättas in i arvsmassan. Molekylärbiologiska metoder förlitar sig alltid på homolog rekombination, vilket kan leda till att genfragmentet implementeras i en redan existerande gen, vilket inaktiverar den och i värsta fall leder till ohämmad celldelning (tumörcell).
Framtiden förutspås dock se ljus ut för genterapi. Forskning fokuserar idag på att finna selektiva virusvektorer som endast angriper en enda celltyp, och som inte alstrar det potentiellt farliga immunsvar som ofta ses. Även framsteg inom nanoteknologi kommer att kunna tillämpas för genterapi.
Genterapi diskuteras i Sverige och flera andra länder om det är etiskt rätt.